# Paweł Bartoszek
Paweł Bartoszek (ur. 25 września 1980 w Poznaniu) – islandzki felietonista, polityk, matematyk oraz nauczyciel akademicki. Z pochodzenia jest Polakiem.

## Życiorys

### Młodość i studia
Ojciec Pawła był z wykształcenia filologiem norweskim, fińskim oraz islandzkim. Osiedlił się początkowo w Norwegii, ale następnie osiadł na Islandii, dokąd ściągnął rodzinę. Paweł przyjechał do nowego kraju w wieku 9 lat. Tutaj ukończył szkołę podstawową oraz liceum, a także poszedł na studia matematyczne na Uniwersytecie Islandzkim. W 2005 otrzymał Master of Science z matematyki.

### Kariera polityczna
Kandydował w wyborach samorządowych na Islandii w 2010 z ramienia Partii Niepodległości, jak i również w wyborach do Islandzkiego Zgromadzenia Konstytucyjnego, do którego został wybrany. Następnie związał się z partią Odrodzenie. W latach 2016–2017 zasiadał w Althingu. W 2018 został wybrany radnym Reykjavíku. W latach 2019–2021 pełnił funkcję przewodniczącego rady. W przedterminowych wyborach 2024 ponownie wybrany do Althingu.

### Publicystyka
Regularnie pisze felietony dla Deiglan.is oraz Fréttablaðið.
Jest współautorem, razem ze swoim ojcem Stanisławem i siostrą Martą, Szkolnego słownika islandzko-polskiego i polsko-islandzkiego.